# Palis
Palis – miejscowość i dawna gmina we Francji, w regionie Grand Est, w departamencie Aube. W dniu 1 stycznia 2016 roku z połączenia trzech ówczesnych gmin – Aix-en-Othe, Palis oraz Villemaur-sur-Vanne – powstała nowa gmina Aix-Villemaur-Pâlis. W 2013 roku populacja Palis wynosiła 628 mieszkańców.

## Populacja

Populacja Palis w latach 1962–2008